# Juan de Esquivel
Juan de Esquivel (1480 – 1515) fu un conquistador spagnolo, compagno di Cristoforo Colombo durante il secondo viaggio verso il Nuovo Mondo e primo governatore della Giamaica spagnola.

## Biografia
Juan de Esquivel era originario di Siviglia, figlio di Pedro de Esquivel e Constanza Fernandez de Arauz. Suo nonno, Gabriel Sanchez, era stato controllore della dogana a Siviglia. Juan de Esquivel accompagnò Cristoforo Colombo nel 1493 nel suo secondo viaggio nelle Indie Occidentali dove si stabilì a Hispaniola. Nel 1502 il governatore delle Indie, Nicolás de Ovando, inviò Esquivel con 400 uomini a sottomettere i Taino all'estremità orientale dell'isola. La regione si spopolò e molti dei nativi sconfitti furono ridotti in schiavitù. Da giovane, Bartolomé de las Casas faceva parte delle forze spagnole e in seguito scrisse delle violenze di cui fu testimone. Las Casas affermò che Esquivel guidò una seconda spedizione contro i Taino nel 1504, ma Esquivel risultò in Spagna durante questo periodo.
Intorno al 1504 Esquivel fu nominato procurador (rappresentante legale) per le città di Hispaniola e inviato in Spagna per richiedere l'esenzione dalla pesante tassa sull'estrazione dell'oro e condizioni migliori per il commercio delle merci importate. Il re accettò di ridurre la tassa reale sulla produzione dell'oro da un terzo a un quinto della produzione e di porre fine al monopolio reale sul commercio con le isole.
Dopo la morte di Colombo nel 1506, suo figlio Diego Colombo affermò la sua pretesa di viceré ereditario delle terre scoperte da suo padre. Colombo tornò a Hispaniola nel 1509 e apprese che la Giamaica era stata spartita tra due spagnoli ostili al suo regime. Mandò Esquivel a sottomettere l'isola con settanta uomini. Pánfilo de Narváez fu il secondo in comando. Apparentemente Esquivel portò con sé la moglie e le figlie; nel 1513 alla famiglia fu concesso il permesso di importare tre schiavi.
L'isola fu rapidamente sottomessa ed Esquivel fondò le città di Sevilla la Nueva sulla costa settentrionale e Santa Gloria. In Giamaica non fu scoperto l'oro, ma il terreno era fertile e gli spagnoli furono incaricati di utilizzare la manodopera locale per coltivare raccolti alimentari per la terraferma e le altre isole. Re Ferdinando ordinò a Colombo di trattare i nativi giamaicani con cura in modo che "possano aumentare e non diminuire come è avvenuto in Espaniola". suggerì che i coloni si trasferissero a Cuba dove Diego Velázquez de Cuéllar stava tentando di stabilire il controllo spagnolo dell'isola. Il trasferimento non ebbe mai luogo, ma Esquivel inviò Narváez e trenta balestrieri a Cuba per assistere Velázquez.
Ferdinando era scontento della leadership in Giamaica. Riconobbe che Colombo parlava molto bene di Esquivel ma sospettava che la mancanza di oro fosse il risultato di una sorta di frode. Si lamentò anche del fatto che Esquivel avesse fallito "nella conversione degli indiani e nella pacificazione dell'isola, nonché nell'aumento delle nostre entrate reali". Una situaizone che tipicamente coincideva con il licenziamento di un funzionario. La tempistica non è chiara ma nel novembre 1514 Esquivel fu sostituito da Francisco de Garay.
Secondo Bryan Edwards, era uno dei pochi castigliani...distinto per generosità e umanità.